# Natalie Becker
Natalie Bridgette Becker es una actriz sudafricana.

## Biografía
Becker nació en George, Sudáfrica. Inició su carrera como locutora en Good Hope FM, una cadena radial asociada con la South African Broadcasting Corporation. Más adelante tuvo su primera oportunidad en la televisión de su país al presentar el programa de variedades Top Billing.
Como actriz, Becker apareció junto a Meg Ryan y William H. Macy en The Deal (2008), John Malkovich en Disgrace (2008) y Tremors 5: Bloodlines (2015), entre otras producciones.

## Filmografía destacada
- The World Unseen (2007)
- Disgrace (2008)
- The Deal (2008)
- The Scorpion King 2: Rise of a Warrior (2008)
- Atlantis: End of a World, Birth of a Legend (2011)
- Death Race: Inferno (2012)
- Strike Back: Vengeance (2012)
- Tremors 5: Bloodlines (2015)
- Bypass (2017)[5]
- One Day Like Today in London (2017)